# Dylan Minnette
Dylan Christopher Minnette (Evansville, 29 de dezembro de 1996) é um cantor, compositor, ator e músico norte-americano. Dylan é conhecido por seu papel como Clay Jensen na série de televisão 13 Reasons Why, da Netflix, baseada no romance homônimo de Jay Asher, além de outros, como: Norman em Saving Grace, David Shephard em Lost, Rex Britten em Awake, um drama da NBC, Anthony Cooper no filme de comédia Alexandre e o Dia Terrível, Horrível, Espantoso e Horroroso, Zach Cooper em Goosebumps: Monstros e Arrepios, Ryan em Grey's Anatomy , Alex no filme de terror Don't Breathe e Wes Hicks em Scream 5. Minnette também é conhecido por fazer parte da banda indie alternativa Wallows.

## Vida e carreira

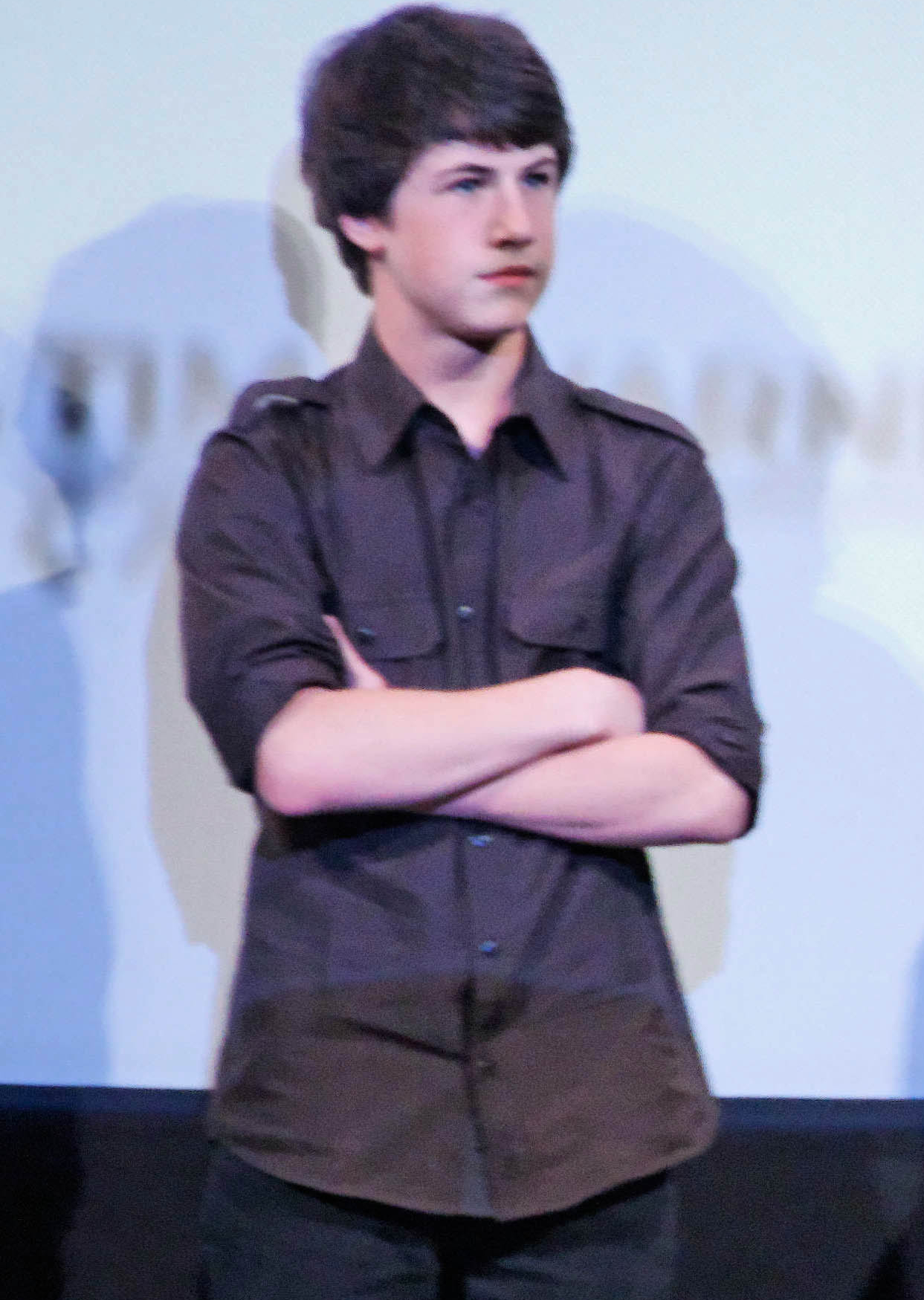
Ator Dylan Minnette em 2010.

Minnette nasceu em Evansville, é filho único de Robyn (Maker) e Craig Minnette. Aos seus 5 anos, se mudou para Champaign e mais tarde mudou-se para Los Angeles para seguir sua carreira de ator.
Seu primeiro papel foi em um único episódio de Drake & Josh e também participou da série Supernatural no episódio 11 da 4ª temporada como Danny Carter. Minnette desde então apareceu nos filmes The Year Without e Santa Claus na NBC, em Fred Claus como um personagem sem nome, como Todd Lyons no filme The Clique e como Noah Framm em Snow Buddies - Uma Aventura no Gelo. Os papéis notáveis de Dylan Minnette na televisão incluem a versão jovem do personagem Michael Scofield em Prison Break e o personagem Clay Mahoney em Saving Grace. Ele interpretou Kenny, um valentão, em Let Me In, um remake do sueco, Deixa-me Entrar, lançado em 2010. Minnette também apareceu em vários comerciais e em quatro episódios de Lost como Jack. Minnette apareceu também em "The Crow & the Butterfly" "Grey's Anatomy" Shinedown e em The Mentalist T1 E2.

### Wallows
Minnette é o guitarrista e cantor da banda de rock alternativo Wallows, anteriormente o nome da banda era The Narwhals, mas foi alterado para Wallows, que possui três álbuns, um EP e vários singles, a primeira música a ser lançada foi "Pleaser". A banda, Wallows é formada por Minnette e seus amigos, Cole Preston (bateria) e Braeden Lemasters (cantor/guitarrista). Quando ainda se chamava The Narwhals, a banda ganhou uma batalha na competição de bandas em 2010, patrocinado pela KYSR (98.7 FM) e tocou no Vans Warped Tour 2011. A banda, desde então realizou shows em muitos locais famosos de Los Angeles, incluindo The Roxy e Whisky a Go Go. Sua canção Bleeding Man foi usado no vídeo promocional da 2ª temporada de R. L. Stine's The Haunting Hour. No início de 2014 a banda mudou seu nome de "The Feaver" para "The Narwhals" e depois para "Wallows", o nome atual. A música "I Don't Want to Talk foi trilha sonora dos créditos do filme Scream 5.

## Filmografia

### Filmes
| Ano  | Título                                                      | Papel                              | Notas                                 |
| ---- | ----------------------------------------------------------- | ---------------------------------- | ------------------------------------- |
| 2007 | Oranges                                                     | Billy                              |                                       |
| 2007 | Fred Claus                                                  | Orphanage Kid                      |                                       |
| 2007 | The Clique                                                  | Todd Lyons                         |                                       |
| 2010 | Let Me In                                                   | Kenny                              | [ 4 ]                                 |
| 2013 | Prisoners                                                   | Ralph Dover                        |                                       |
| 2013 | Labor Day                                                   | Henry Wheeler com 16 anos de idade |                                       |
| 2014 | Alexander and the Terrible, Horrible, No Good, Very Bad Day | Anthony Cooper                     |                                       |
| 2015 | Goosebumps                                                  | Zach Cooper                        |                                       |
| 2016 | Don't Breathe                                               | Alex                               |                                       |
| 2017 | The Disaster Artist                                         | Manuel                             |                                       |
| 2018 | The Open House                                              | Logan Wallace                      | Filme original Netflix – Protagonista |
| 2022 | Scream 5                                                    | Wes Hicks                          |                                       |

### Séries
| Ano     | Título original                   | Papel                       | Notas                                                |
| ------- | --------------------------------- | --------------------------- | ---------------------------------------------------- |
| 2005    | Drake & Josh                      | Jeffrey                     | Episódio "A Montanha Russa"                          |
| 2005    | Two and a Half Men                | Young Charlie Harper        | Episódio "Sempre Quis Um Macaquinho"                 |
| 2005-06 | Prison Break                      | Young Michael Scofield      | 5 episódios                                          |
| 2006    | The Year Without a Santa Claus    | Iggy Thistlewhite           | Filme televisivo                                     |
| 2006    | Enemies                           | Jack Graham Jr.             | "Pilot"                                              |
| 2006    | MADtv                             | Billy                       | Episódio #11.18                                      |
| 2007    | Grey's Anatomy                    | Ryan                        | Episódio "Haunt You Every Day"                       |
| 2007-10 | Saving Grace                      | Clay Norman                 | 40 episódios                                         |
| 2008    | Ghost Whisperer                   | Pierce Wilkins              | Episódio "Possessão"                                 |
| 2008    | Rules of Engagement               | Nicky                       | Episódio "Buyer's Remorse"                           |
| 2008    | The Mentalist                     | Frankie O'Keefe             | Episódio "Cabelo Ruivo e Fita Prateada"              |
| 2009    | Supernatural                      | Danny Carter                | Episódio "Vestígios de Família"                      |
| 2009    | Lost                              | David Shephard              | 4 episódios                                          |
| 2009    | Medium                            | Cameron                     | Episódio "Bring Your Daughter to Work Day"           |
| 2011    | Lie to Me                         | Noah                        | Episódio "Rebound"                                   |
| 2011-13 | R.L. Stine's The Haunting Hour    | Corey / Chad                | 2 episódios                                          |
| 2012    | Awake                             | Rex Britten                 | Personagem principal, 13 episódios                   |
| 2012    | Law & Order: Special Victims Unit | Luca Gabardelli             | Episódio "Learning Curve"                            |
| 2012    | Major Crimes                      | Avi Strauss                 | Episódio "The Ecstasy and the Agony"                 |
| 2013    | Nikita                            | Stefan Tasarov              | Episódio "Reunion"                                   |
| 2013    | Save Me                           | Ben Tompkins                | Episódio "The Book of Beth"                          |
| 2014    | Agents of S.H.I.E.L.D.            | Donnie Gill / Blizzard      | 2 episódios                                          |
| 2014    | Scandal                           | Fitzgerald "Jerry" Grant IV | 6 episódios                                          |
| 2017-20 | 13 Reasons Why                    | Clay Jensen                 | Personagem principal, Original Netflix, 49 episódios |

## Prêmios e indicações
| Ano  | Prêmio                         | Categoria                                           | Trabalho                                                    | Resultado | Refs  |
| ---- | ------------------------------ | --------------------------------------------------- | ----------------------------------------------------------- | --------- | ----- |
| 2008 | Young Artist Awards            | Melhor Ator Abaixo de 10 Anos em Série de Televisão | Saving Grace                                                | Venceu    | [ 5 ] |
| 2009 | Young Artist Awards            | Melhor Jovem Ator em Papel Principal em Televisão   | The Mentalist                                               | Indicado  |       |
| 2009 | Young Artist Awards            | Melhor Jovem Ator em Papel Recorrente em Televisão  | Saving Grace                                                | Indicado  |       |
| 2011 | Young Artist Awards            | Melhor Jovem Ator Coadjuvante em Cinema             | Let Me In                                                   | Indicado  | [ 6 ] |
| 2011 | Young Artist Awards            | Melhor Elenco Jovem em Cinema                       | Let Me In                                                   | Indicado  | [ 6 ] |
| 2011 | Young Artist Awards            | Melhor Performance de Ator entre 14 e 17 Anos       | Medium                                                      | Venceu    | [ 6 ] |
| 2011 | Young Artist Awards            | Melhor Jovem Ator em Papel Recorrente em Televisão  | Lost                                                        | Indicado  | [ 6 ] |
| 2013 | National Board of Review Award | Melhor Elenco                                       | Prisoners                                                   | Venceu    | [ 7 ] |
| 2015 | Young Artist Awards            | Melhor Elenco Jovem em Cinema                       | Alexander and the Terrible, Horrible, No Good, Very Bad Day | Indicado  |       |